# Aspelta alastor
Aspelta alastor är en hjuldjursart som beskrevs av Harry K. Harring och Myers 1928. Aspelta alastor ingår i släktet Aspelta och familjen Dicranophoridae. Inga underarter finns listade i Catalogue of Life.